# Haute-Borne (quartier)
La Haute-Borne est un quartier de Villeneuve-d'Ascq, ville et technopole du département du Nord (Hauts-de-France) et de la métropole lilloise, qui abrite le parc scientifique du même nom de presque 200 hectares et ses nombreuses entreprises, laboratoires et start-up.
Le parc scientifique fait partie des pôles d'excellence de la Métropole Européenne de Lille et est à dimension européenne. Il est situé en bordure du campus Cité Scientifique de l'Université de Lille et des nombreuses autres entités scientifiques ou grandes écoles qui occupent la zone comme l'École Centrale de Lille ou l'École Mines-Telecom Lille-Douai. L'ensemble forme un grand pôle scientifique, d'entreprises, de start-up et de laboratoires de 350 ha.
En 2017 on trouve dans le parc scientifique de la Haute-Borne près de 210 entreprises pour 8 000 salariés.

## Concept
Le parc scientifique de la Haute-Borne vise à accueillir des sociétés innovantes, de recherche et développement, scientifiques ayant vocation à travailler en partenariat avec les laboratoires et les chercheurs de la proche Cité scientifique.
C'est un des cinq grands projets de développement économique de la Métropole Européenne de Lille avec Euralille, Eurasanté, EuraTechnologies et la Plaine Images (Union). Le parc prévoit donc d'accueillir 250 000 m2 de bureaux et 500 logements.
En 2011, quatre hectares de terrain sont, dans le parc même, proposé à l'association Solidarité & Initiative pour la création et l'exploitation d'un Jardin de Cocagne (maraîchage bio et insertion sociale et professionnelle), où 12 jardiniers en insertion pourront produire des paniers de produits bio, pour les adhérents-consommateurs, ce qui est aussi un service de proximité pour les usagers du parc (dont les 5500 salariés présents sur le site en 2011).

## Géographie

### Délimitations
Le quartier est délimité au nord la rue Paul Doumer et la rue des Fusillés ; à l'est par la rue Pasteur (à Anstaing) ; à l'ouest par l'autoroute A27 ; au sud par les champs et l'autoroute A27.

## Administration
Le parc scientifique de la Haute Borne est géré par une Société Anonyme d'Économie Mixte (SAEM) créée en 1997, qui a pour but de créer un pont entre le monde de la recherche et celui de l’entreprise. Elle a un capital de 1 824 000 € (2009). L'actuel président directeur général de la SEAM est le maire de Villeneuve-d'Ascq. La validation de la SAEM a été approuvée en assemblée générale du 30 mars 2018 (clôture de la dissolution en février 2019). La SPL Euralille a repris le traité de concession.

### Actionnariat
Les actionnaires de la SAEM du parc scientifique de la Haute Borne sont des collectivités territoriales, des acteurs publics et des banques de la région. Structure de l'actionnariat au 1er octobre 2009 :
| Actionnaire                                       | Part (%) |
| ------------------------------------------------- | -------- |
| Lille Métropole Communauté Urbaine                | 37,50    |
| Commune de Villeneuve-d'Ascq                      | 33,33    |
| Chambre de commerce et d'industrie du Grand Lille | 8,33     |
| Caisse des dépôts et consignations                | 8,33     |
| Caisse d'épargne Nord France Europe               | 4,17     |
| Crédit agricole du Nord                           | 4,17     |
| Intercommunale Tournai Ath (IDETA)                | 3,00     |
| Dexia crédit local de France                      | 0,75     |
| Commune de Sainghin-en-Mélantois                  | 0,25     |
| Université Lille 1                                | 0,08     |
| Université Lille III                              | 0,08     |
| TOTAL                                             | 100      |

## Histoire
Jusque 1970, le quartier faisait partie de la commune d'Ascq. Dans cette zone se situait le quartier d'Ascq appelé le Pron, situé autour la rue des Fusillés, entre Annappes et Tressin, qui devait son nom au péron en maçonnerie qui y était situé au XVIe siècle.
Jusque 2002, le quartier de l'actuelle Haute-Borne était considéré comme faisant partie des quartiers villeneuvois d'Ascq, côté est, et de Cité scientifique, côté ouest.
La définition d'un projet de parc destiné à accueillir des entreprises innovantes à proximité immédiate de la Cité scientifique commence en 1988. En 1993 a lieu l'élaboration du schéma directeur de développement, d'aménagement et d'urbanisme de la métropole lilloise (SDAU) qui reprend ce projet. Le SDAU est mentionné dans la charte d'objectifs de la métropole Lilloise de 1993 ainsi que dans la charte de développement de 1995 de la Chambre de commerce et d'industrie de Lille métropole, dans l'adoption du nouveau schéma directeur de l'arrondissement de Lille et dans les priorités du territoire au titre de contrat d'agglomération.
Dès 1996 il est question que la Haute Borne accueille un synchrotron, accélérateur de particules : le projet SOLEIL (Source optimisée de lumière d’énergie intermédiaire du Lure), du Laboratoire d’Utilisation du Rayonnement Electromagnétique d'Orsay. Le projet sera finalement abandonné fin 1999 alors que ce devait être le projet phare du site de la Haute Borne. Le projet Soleil semble relancé en 2000 mais sera de nouveau abandonné.
En 1996 la décision est prise de créer une société d'économie mixte pour le parc. En 1997, La Société Anonyme d'Économie Mixte (SAEM) du Parc Scientifique de La Haute Borne est créée. En 1997 et 1998, la SAEM réalise des études préparatoires pour définir le projet.
En décembre 1998, le dossier de création de zone d'aménagement concerté (ZAC) est approuvé par Lille Métropole Communauté urbaine (LMCU) et en juin 1999, le dossier de réalisation de la ZAC est approuvé par LMCU.
Le 7 décembre 1999, la SAEM se fait notifier le Traité de Concession (avec une durée de concession fixée à 15 ans) lui permettant de lancer la phase opérationnelle du projet.
En 2002, la commercialisation du site débute. Cofidis, société spécialisée dans le crédit en ligne, s'installe en novembre, et est suivie par une résidence hôtelière.
Le 16 janvier 2003, le parc de la Haute Borne est officiellement inauguré en présence de Jean-Michel Stievenard, maire de Villeneuve-d'Ascq, Pierre Mauroy, président de LMCU, Bernard Derosier, député de la 2e circonscription du Nord et Martine Aubry, maire de Lille.
Le 18 avril 2005, la première pierre de l'Institut de recherche sur les composants logiciels et matériels pour l'information et la communication avancée de Lille (IRCICA), centre de recherche du CNRS a été posée en présence de Jean-Michel Stievenard, maire de Villeneuve-d'Ascq et président directeur général de la SAEM, Jack Lang, vice-président du Conseil régional, Bernard Larrouturou, directeur général du CNRS, Joseph Mariani, délégué du ministre de la Recherche, et des professeurs Georges Salmer et Paul-Alain Rolland, responsables de l’IRCICA.
En 2006, construction d'un autre centre de recherche CNRS, l'Institut de recherche interdisciplinaire (IRI).
Après un concours promoteurs-architecte, un projet de construction d'habitat est lancé au printemps 2005 et s'est terminé en avril 2009. 482 logements ont été créés au total.
En 2012, 7000 m² de surface plancher ont été commercialisés, 26 entreprises se sont implantées et 576 emplois ont été créés à la Haute Borne. La même année, 34 % des bureaux neufs de la métropole lilloise ont été créés à La Haute Borne, le chiffre d'affaires généré est de 1,4 million d'euros et la surface totale des bureaux construits et occupés est de 145 000 m².

## Principales entités présentes sur le parc

### Laboratoires de recherches
Il y en a plusieurs, voici quelques exemples :
- Laboratoires du CNRS :
  - Institut de recherche sur les composants logiciels et matériels pour l'information et la communication avancée de Lille (IRCICA). 160 personnes sur le parc.
  - Institut de recherche interdisciplinaire de Lille (IRI). 100 personnes sur le parc.
- Centre de recherche INRIA-Futurs. 200 personnes sur le parc.

### Entreprises

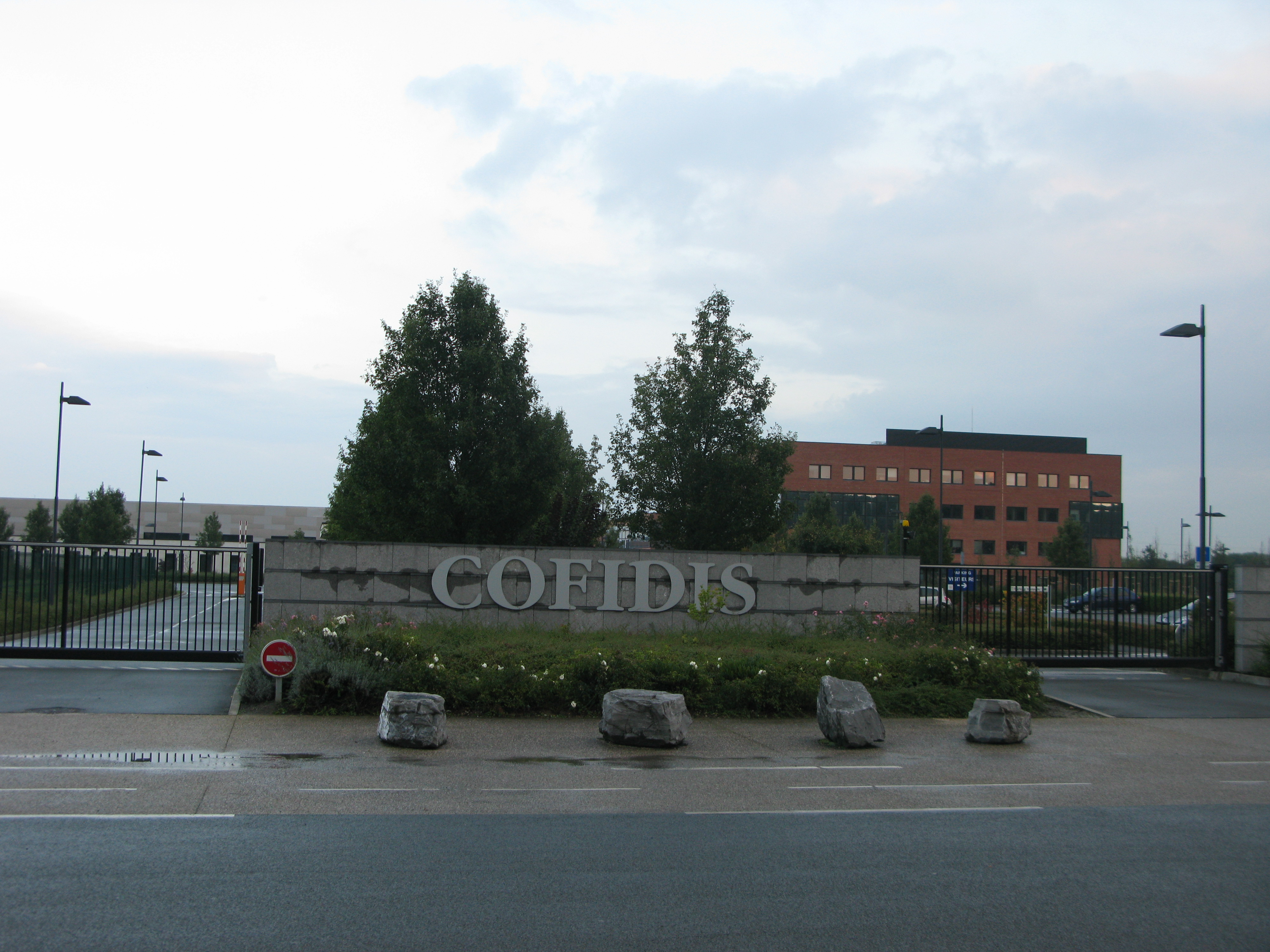
Siège de Cofidis.

Quelques entreprises parmi les plus connues, qui emploient le plus de salariés, ou qui ont un siège sur le site de la Haute Borne, par ordre alphabétique :
- Ajilon IT, société de services informatiques du groupe Adecco. 120 personnes sur le parc.
- Alten, société de services informatiques du groupe Adecco. 100 personnes sur le parc.
- Auchan Retail
- Bouygues Bâtiment Nord-Est, entreprise de BTP y a son siège social.
- Canon
- Cofidis, société spécialisée dans le crédit en ligne. Son siège et son centre de relation clients (1 600 personnes) sont situés au parc.
- Dumez EPS, entreprise de bâtiment et travaux publics du groupe Vinci (entreprise). Le siège de sa direction régionale est situé au parc (80 personnes).
- Ekto, bureau d'études thermiques et fluides.
- Engie Cofely
- FDJ
- Juxta-architectes, société d'architecture.
- Laboratoires Boiron
- LaSer, 1er groupe européen de services d'intermédiation et de relation client. 500 personnes sur le parc.
- McCain Foods, entreprise spécialisée dans la transformation et la distribution de produits alimentaires. Son siège social Europe et centre de R&D du groupe sont situés au parc (35 personnes).
- Moduo, société de maîtrise d'œuvre.
- Monabanq
- Oasics
- Softthinks, société de services informatiques. Son siège Europe, Moyen-Orient, Afrique (60 personnes) est situé sur le parc[13].
- Stormshield
- Tate & Lyle, leader mondial des ingrédients alimentaire. Son centre européen de R&D (50 personnes) est situé au parc.
- Veolia
- Verisure, société de télésurveillance des particuliers et professionnels.
- Vinci
- Xerox, entreprise d'informatique. Y possède un centre de numérisation et de traitement de données (90 personnes).

## Habitations

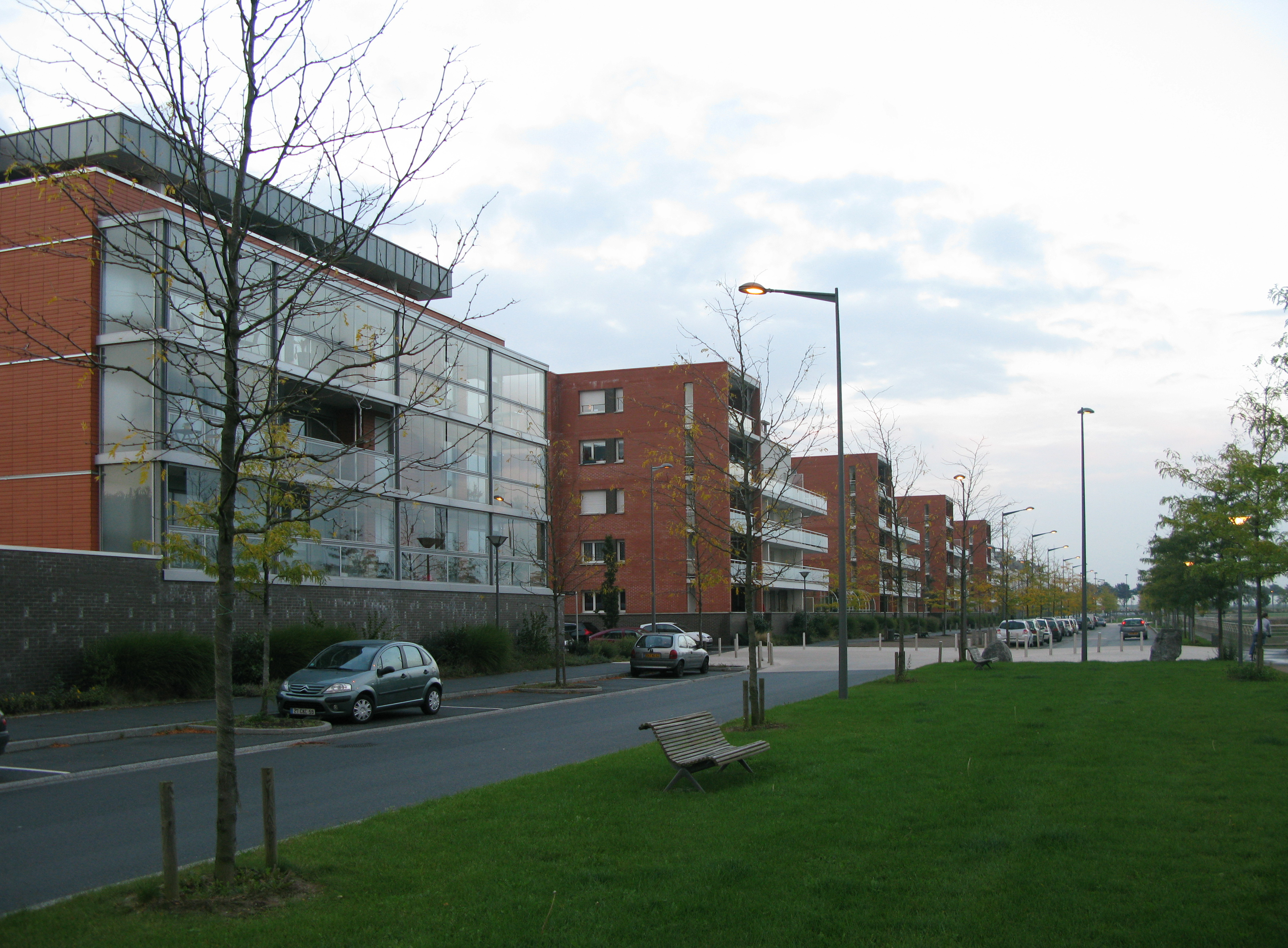
Habitations.

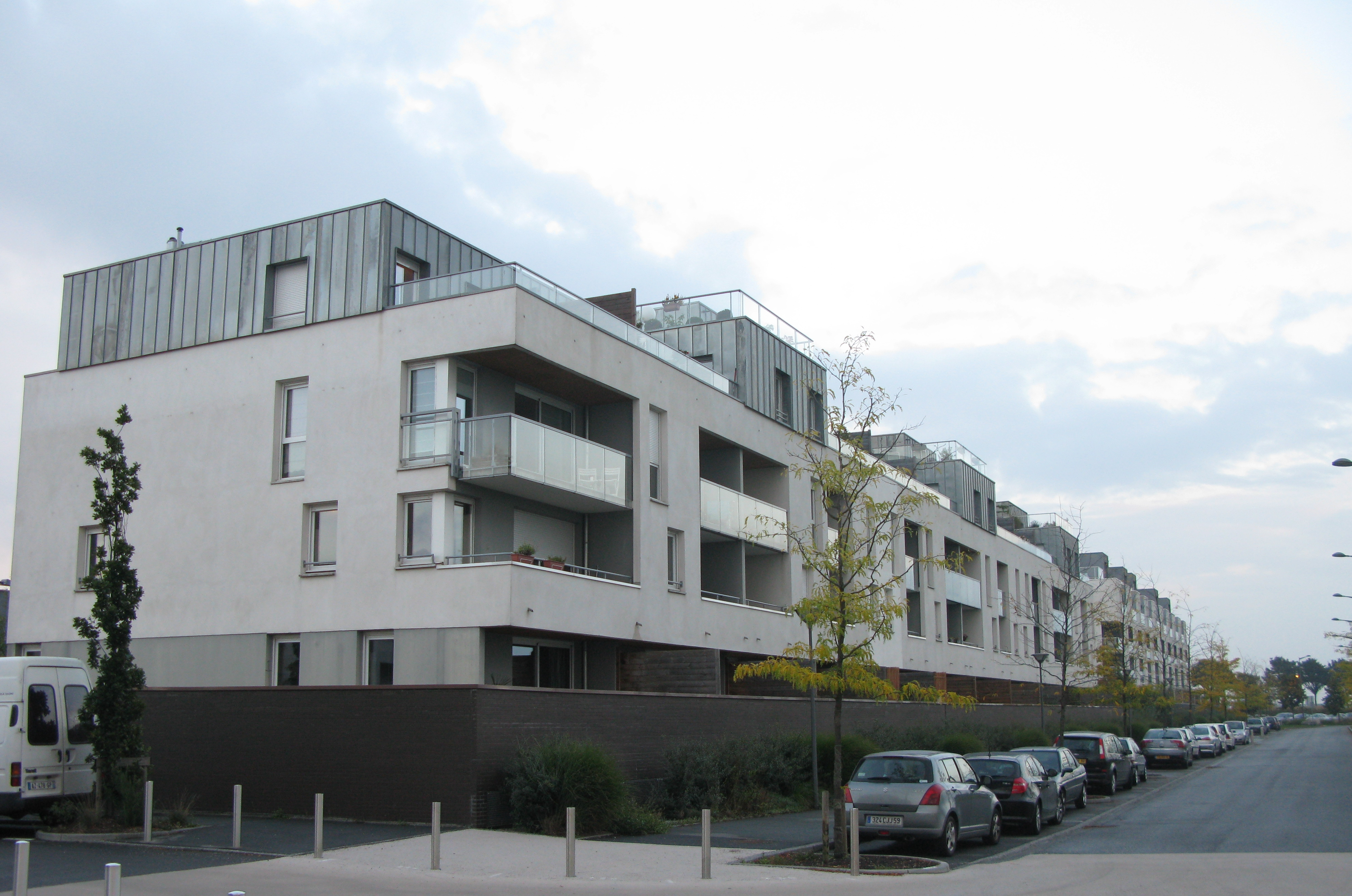
D'autres habitations plus petites.

Au nord du Parc Scientifique de la Haute Borne ont été créés, entre 2005 et 2009, 482 Logements donnant sur un bassin en eau et le parc de Sainghin-en-Mélantois. Le projet d’habitat avait donné lieu à un concours promoteurs-architecte. Le jury a choisi trois candidats :
- Sedaf et SIA / architectes : Benoit Grafteaux & Richard Klein de Lille et le cabinet Trace de Hem :
  - 2 immeubles collectifs de surfaces respectives 1 360 m2[15] et 3 314 m2 pour un total de 57 logements ;
  - 31 logements intermédiaires d’une surface totale de 3 060 m2 ;
  - 10 maisons individuelles d’une surface totale de 1 197 m2.
- Groupement Bouwfonds Marignan et Palm Promotion et GHI / architecte : Catherine Furet de Paris :
  - 4 immeubles collectifs de surface totale de 5 373 m2 comprenant 78 logements ;
  - 6 immeubles intermédiaires de surface totale de 5 018 m2 comprenant 48 logements ;
  - 51 maisons individuelles d’une Shon totale de ? m².
- Nexity et INA / architectes : Marie Caille (Lille et Lyon) Philippe Escudié, Jean-François Fermaut de Tourcoing :
  - 3 immeubles collectifs de surface totale 8 466 m2 comprenant 127 logements ;
  - 3 immeubles intermédiaires de surface totale 4 065 m2 comprenant 49 logements ;
  - 31 maisons individuelles de surface totale de 2 950 m2.

## Transport

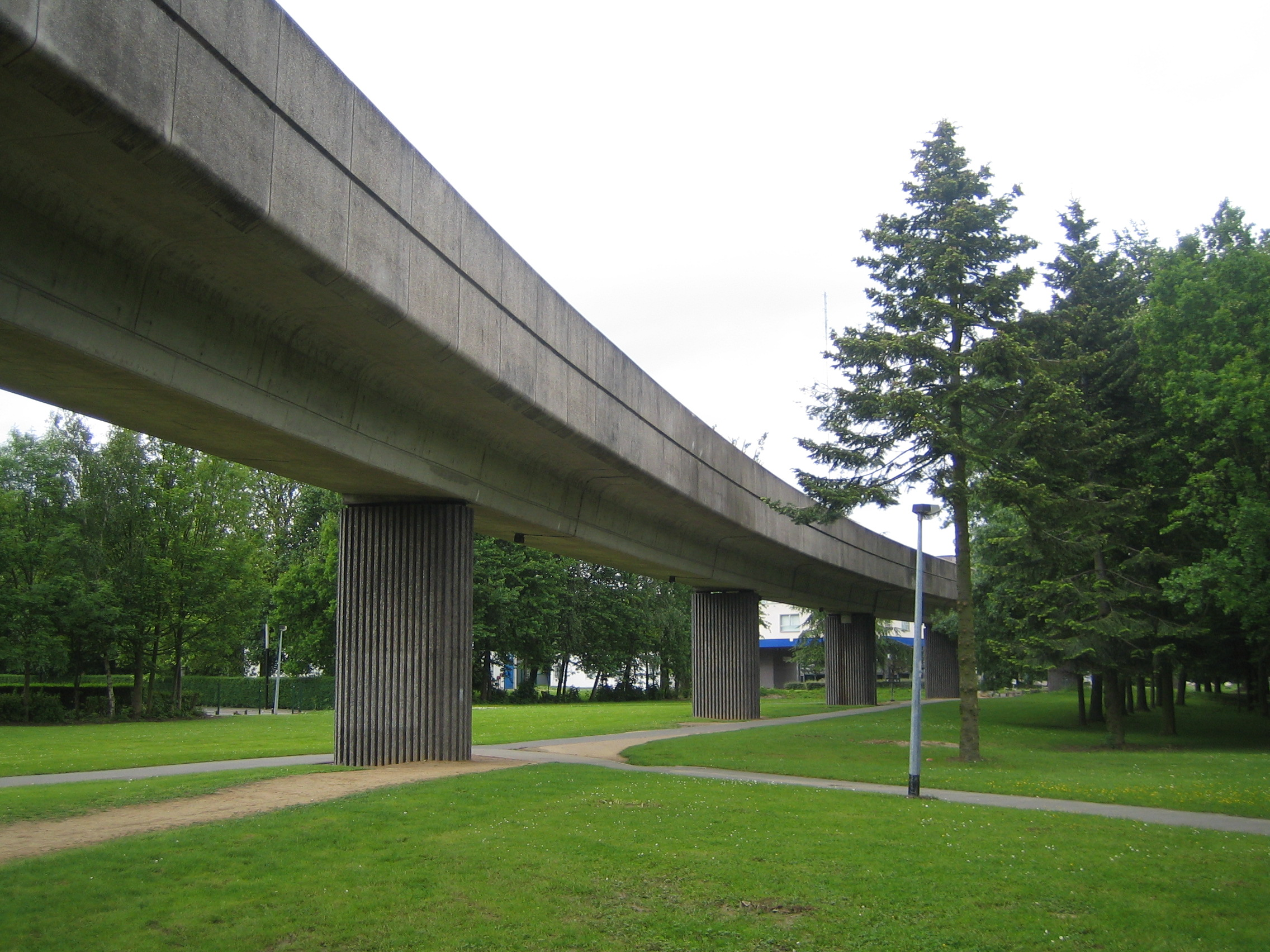
Métro entre les stations Quatre cantons et Cité scientifique

- La ligne 1 du métro de Lille exploitée par Ilévia dessert la Haute Borne par la station Quatre Cantons - Stade Pierre-Mauroy située sur la Cité scientifique toute proche.
- Le quartier est desservi par les lignes 66 et 72 du réseau Ilévia.